# Blake Russell
Blake Russell (geborene: Phillips; * 24. Juli 1975 in Winston-Salem) ist eine US-amerikanische Langstreckenläuferin.
1999 gewann sie über 5000 Meter Bronze bei den Panamerikanischen Spielen in Winnipeg, und 2000 wurde sie über 10.000 Meter Siebte beim US-Ausscheidungskampf für die Olympischen Spiele in Sydney.
2003 gewann sie bei ihrem Debüt über die 42,195-km-Distanz den Twin Cities Marathon in 2:30:41 h. Im Jahr darauf verpasste sie als Vierte beim US-Ausscheidungskampf knapp die Teilnahme am Marathon der Olympischen Spiele in Athen und wurde Neunte beim Chicago-Marathon.
Bei den Crosslauf-Weltmeisterschaften 2005 in Saint-Étienne/Saint-Galmier belegte sie auf der Kurzstrecke den 15. Platz und gewann mit der US-amerikanischen Mannschaft Bronze. Als US-Vizemeisterin über 10.000 Meter startete sie über diese Distanz bei den Weltmeisterschaften in Helsinki und kam dort auf den 22. Platz. Im 20-km-Straßenlauf wurde sie US-Meisterin und in Chicago Sechste.
2006 wurde sie US-Meisterin im Crosslauf und im 15-km-Straßenlauf. Bei den Crosslauf-Weltmeisterschaften 2006 in Fukuoka belegte sie den 18. Platz auf der Kurzstrecke und den elften auf der Langstrecke.
2007 musste sie den größten Teil der Saison wegen eines gebrochenen Mittelfußknochens pausieren. 2008 behauptete sie sich beim US-Ausscheidungsmarathon auf dem dritten Platz und wurde daraufhin für die Olympischen Spiele in Peking nominiert, bei denen sie auf Rang 27 einlief.
Anfang 2009 brachte sie einen Jungen zur Welt und legte eine Babypause ein. 2010 meldete sie sich mit einem Sieg beim San-José-Halbmarathon zurück, musste aber den geplanten Start beim New-York-City-Marathon wegen einer Verletzung absagen.
Blake Russell ist 1,65 m groß und wiegt 49 kg. Sie studierte an der University of North Carolina und an der Elon University, die sie 2000 als Master im Fach Physiotherapie abschloss.

## Persönliche Bestzeiten
- 1500 m: 4:06,71 min, 3. Juni 2006, New York City
- 1 Meile: 4:37,73 min, 25. Januar 2003, Boston
- 3000 m: 8:51,57 min, 21. Mai 2006, Carson
  - Halle: 9:05,46 min, 2. März 2003, Boston
- 5000 m: 15:10,58 min, 30. April 2006, Palo Alto
- 10.000 m: 31:35,25 min, 24. Juni 2005, Carson
- 15-km-Straßenlauf: 49:14 min, 11. März 2006, Jacksonville
- 20-km-Straßenlauf: 1:06:43 h, 5. September 2005, New Haven
- Halbmarathon: 1:11:55 h, 3. Oktober 2010, San José
- Marathon: 2:29:10 h, 9. September 2005, Chicago